# Kamenice (Svitavská pahorkatina)
Kamenice (297 m n. m.) je vrch v okrese Chrudim Pardubického kraje. Leží asi 0,5 km východně od vsi Libanice, západními svahy na katastrálním území Libanic, vrcholem na území nadřazené obce Honbice.

## Geomorfologické zařazení
Geomorfologicky vrch náleží do celku Svitavská pahorkatina, podcelku Chrudimská tabule a okrsku Hrochotýnecká tabule.